# Ху Цин
Ху Цин (кит.: 胡青; 19 січня 1986) — китайський боксер, чемпіон та призер Азійських ігор.

## Аматорська кар'єра
На чемпіонаті світу 2005 програв у другому бою.
На Азійських іграх 2006 здобув перемоги над Паунандесом Паулюсом (Малайзія), Асилбеком Таласбаєвим (Киргизстан), Женебертом Басадром (Філіппіни) та у фіналі Уранчимегійн Менх-Ердене (Монголія) і став чемпіоном.
На чемпіонаті світу 2007 програв у першому бою Олександру Ключко (Україна).
На Олімпійських іграх 2008 переміг Олександра Ключко (Україна) і Мерея Акшалова (Казахстан), а у чвертьфіналі програв Дауда Сов (Франція).
Того ж 2008 року взяв участь в Кубку світу, на якому переміг Ентоні Літтла (Австралія) і Фаміля Сулейманова (Азербайджан), а в фіналі програв Альберту Селімову (Росія).
На чемпіонаті світу 2009 програв у другому бою.
На Азійських іграх 2010 здобув перемоги над Джевелом Ахмед Джоні (Бангладеш), Доржнямбуугийн Отгондалай (Монголія), Хан Сун Чхоль (Південна Корея) та у фіналі програв Вікас Крішан Ядав (Індія).
На чемпіонаті світу 2011 переміг двох суперників, а в 1/8 фіналу програв Маноджу Кумару (Індія).